# École nationale des pompiers du Québec
L'École nationale des pompiers du Québec est un organisme québécois qui veille à la pertinence, à la qualité et à la cohérence de la formation professionnelle qualifiante des pompiers au Québec.

## Histoire
L'École nationale des pompiers du Québec a été créée en l'an 2000 par le gouvernement du Québec dans la foulée de la réforme de la Loi sur la sécurité incendie.

## Formations
Le guide de qualification présente les différentes étapes de la formation.
- Désincarcération
- Enquêteur en incendies
- Instructeur I
- Instructeur II
- Matières dangereuses - Opération
- Matières dangereuses - Sensibilisation
- Officier I
- Officier II
- Officier non urbain
- Opérateur d'autopompe
- Opérateur véhicule d'élévation
- Pompier I
- Pompier II